# Staffan Ullström
Tord Bjarne Staffan Ullström, född 7 maj 1949 på Hagelstena gård i Alsike församling i Uppsala län, är en svensk tecknare och illustratör som brukar teckna djur och natur, främst fåglar. 
Han är son till lantbrukaren Knut Bjarne Ullström och Maj Gunvor Linnéa Skatt. Staffan Ullström är uppvuxen i Knivsta och parallellt med sina läroverksstudier började han 1964 rita av uppstoppade fåglar med en vanlig kulspetspenna. Han tecknar med vänster hand och har övergått till att teckna av levande fåglar och andra djur samt landskap. Separat har han bland annat haft utställningar i Uppsala 1965 och på Naturhistoriska Riksmuseet i Stockholm, Malmö museum, Naturhistoriska museet i Göteborg och zoologiska museet vid Oslo universitet. Som illustratör finns han rikligt representerad i lexikon, läromedel, tidningar och tidskrifter. Han har gett ut böcker i samarbete med bland andra Anders Bjärvall, Staffan Ulfstrand och Stefan Casta. Många av dessa finns också översatta till andra språk. 
Han har varit gift med Gunilla Höglund (född 1948) och är sedan 1988 omgift med Kristina Johansson (född 1962).